# Bipartidismo en España posterior a la Transición

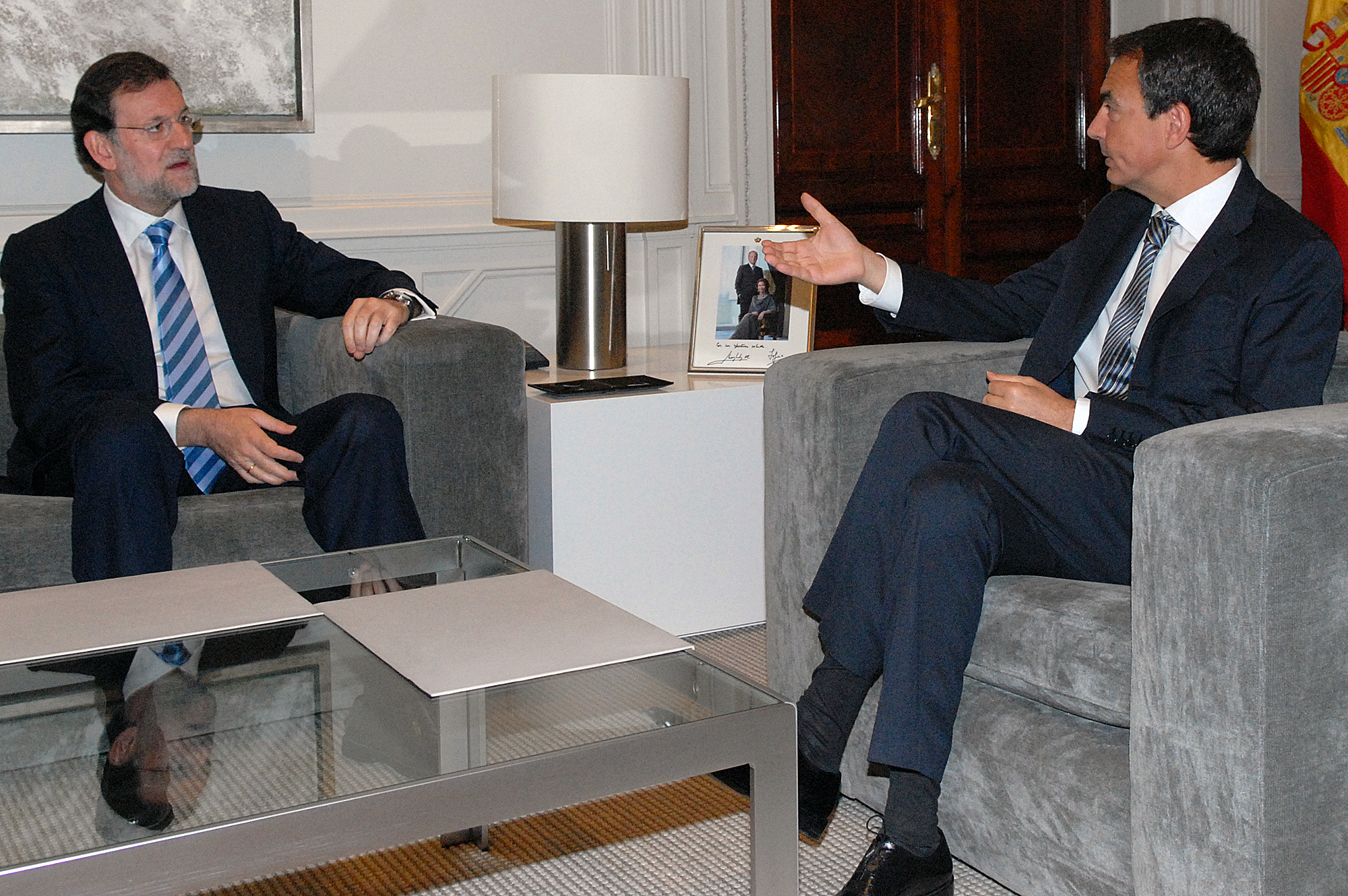
Los dirigentes de los dos partidos mayoritarios españoles en 2010: José Luis Rodríguez Zapatero (PSOE), presidente del Gobierno, y Mariano Rajoy (PP), que ascendería a la presidencia un año después.

El bipartidismo es un sistema de partidos políticos posterior a la Transición española y las elecciones generales de 1982, conformado por dos partidos, el Partido Popular (PP) y el Partido Socialista Obrero Español (PSOE), tras el hundimiento de la Unión de Centro Democrático (UCD): desde 1982, estos dos partidos han ocupado alternativamente el Gobierno de España, con mayoría absoluta o con el apoyo de otros grupos políticos menores, y con el otro partido como principal grupo de la oposición. Este sistema entró en crisis en los años 2010 con el auge de otros partidos (Podemos, Ciudadanos, Vox).

## Cortes Generales

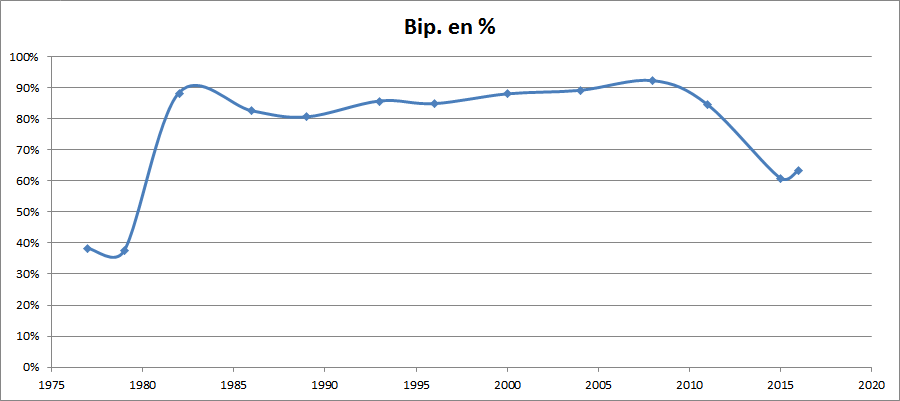
Histórico de diputados del PSOE y PP en el congreso.

Desde 1982, los resultados de las elecciones generales dieron como resultado un Congreso de los Diputados compuesto por dos grandes grupos:
- PSOE, mayoritario bajo el liderazgo de Felipe González en las elecciones generales de 1982, 1986, 1989, 1993; con José Luis Rodríguez Zapatero en 2004 y 2008; y con Pedro Sánchez en abril y noviembre de 2019.
- PP, mayoritario bajo el liderazgo de José María Aznar en las elecciones generales de 1996 y 2000, y con Mariano Rajoy en 2011, 2015 y 2016.

El sistema de partidos político español del período no era estrictamente bipartidista. El arco parlamentario se completaba con otros partidos de ámbito nacional, el PCE y posteriormente IU, CDS o UPyD, así como por partidos políticos de ámbito autonómico o regional como el PNV, CiU, ERC, CC, BNG y otros.

## Dimensión autonómica
El sistema de partidos políticos bipartista no tuvo un reflejo uniforme a nivel autonómico. En algunas asambleas legislativas, como Castilla - La Mancha, sólo existían dos partidos políticos con representación; mientras que en otras como Aragón (5) Cataluña (7), País Vasco (8), Asturias (5) o Navarra (6) la pluralidad era significativamente mayor.

## Acróstico «PPSOE»
A partir de 2011[cita requerida] en el contexto de la crisis económica, este sistema de partidos es conocido en algunos círculos como "PPSOE"; este término, acróstico de las siglas PP y PSOE, es empleado por colectivos pertenecientes al 15M y a otros sectores, señalando que ambos partidos realizarían políticas similares.
En respuesta, el PSOE lanzó una web para la campaña electoral de las elecciones europeas de 2014 remarcando sus diferencias mediante una comparativa en carteles. Como respuesta, el diario Republica.com creó una web similar defendiendo lo contrario.

## Declive
En 2013, el bipartidismo empieza a decaer en las encuestas de intención de voto: una encuesta publicada por el periódico El País[cita requerida] le da al Partido Popular un índice de votos del 24,5% y al Partido Socialista Obrero Español un 23%, siendo la suma menor al 50% de índice de voto, cuando anteriormente se situaba por encima del 85%, rondando el 90-92% en años anteriores.

### Nuevos partidos en la escena política
La encuesta del CIS del mes de octubre de 2014 por primera vez introducía en la tradicional ecuación bipartidista a un partido fundado aquel año, Podemos, una tercera alternativa política con una fuerza en intención de voto equiparable a PP y PSOE. Un sondeo de junio de 2014 afirmó que entre el PP y el PSOE perderían 83 diputados, de los cuales entre 56 y 58 irían a parar a Podemos.
Entre finales de 2014 y principios de 2015, Podemos llegó a superar en intención de voto al PSOE y, según algunas encuestas, también al PP. Mientras tanto, el partido Ciudadanos, fundado en 2006, se consolidó en la escena política nacional: a lo largo de 2015 llegaría a tener una intención de voto en torno a un 11%. Por su parte, Podemos iría perdiendo terreno paulatinamente, aunque siempre se mantendría por encima del 20%.

### Elecciones generales de 2015 y 2016
A pesar de los malos augurios de las encuestas, si bien el bipartidismo cayó del 73,4% de los votos en las elecciones generales de 2011 al 50,7%, PP y PSOE siguieron manteniendo la mayoría, tanto en votos como en escaños (213 escaños de 350 en 2015). Los resultados, sin embargo, llevaron a una situación de ingobernabilidad, pues ambos partidos mantuvieron su acérrimo antagonismo y no consiguieron ponerse de acuerdo, al igual que ocurrió con el resto de partidos, pues ninguno alcanzó votos suficientes para formar un gobierno.
Esta situación derivó en una segunda convocatoria de elecciones al año siguiente, tras 314 días de gobierno en funciones. En estas nuevas elecciones, el bipartidismo no solo se mantuvo, sino que subió 4 puntos hasta el 55,6% de los votos y 222 escaños.

## Multipartidismo y recuperación

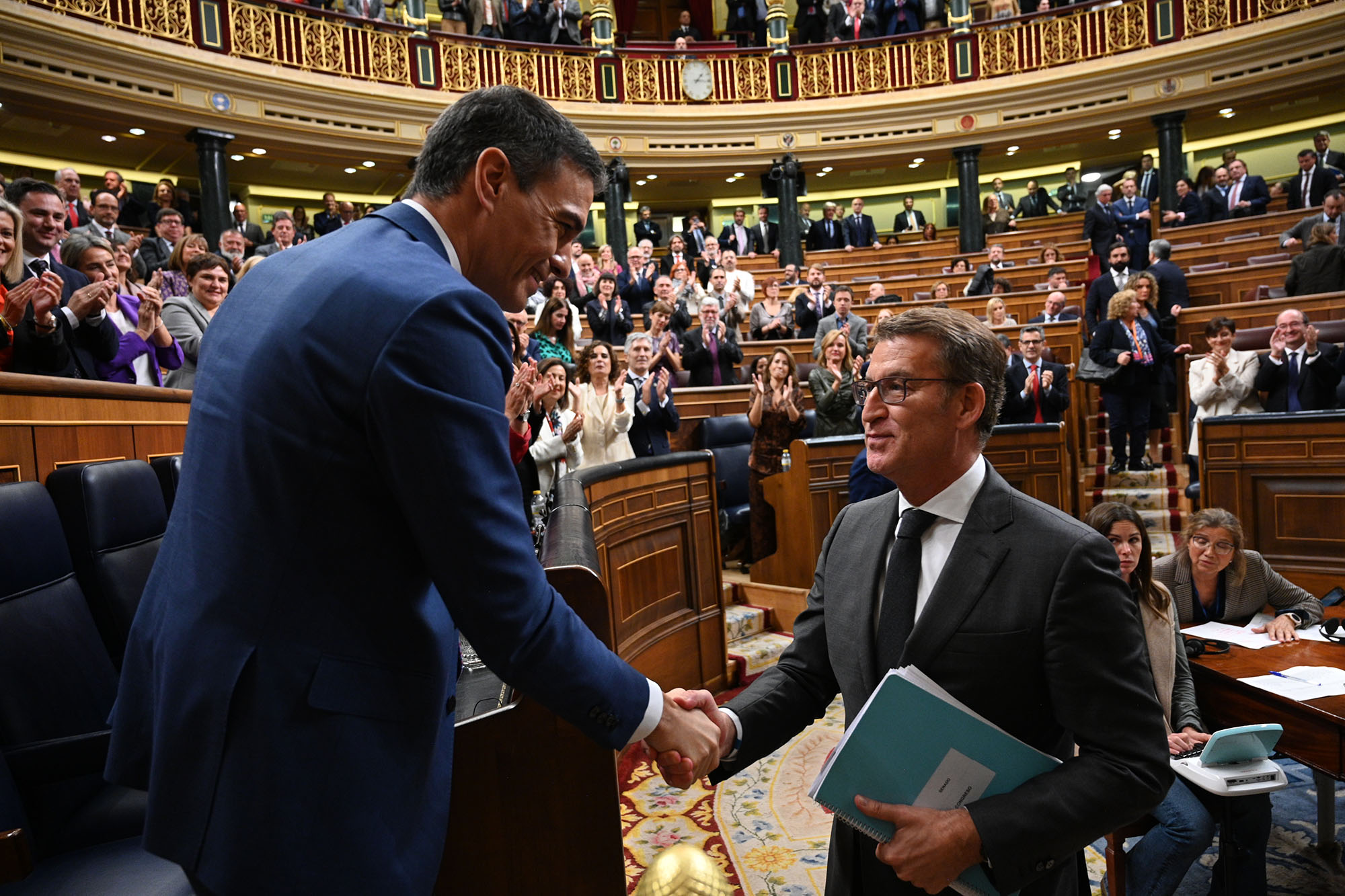
Las elecciones generales de 2023 finalizaron con la investidura de Pedro Sánchez (PSOE). El candidato más votado, sin embargo, fue Alberto Núñez Feijóo (PP)

Las elecciones generales de 2016 confirmaron lo que ya era un hecho: el sistema político español se había convertido en un sistema multipartidista, formado por cuatro grandes formaciones —Partido Popular, Partido Socialista Obrero Español, Podemos y Ciudadanos.
Las elecciones generales de abril de 2019 supusieron la consolidación del multipartidismo, ampliando el sistema a cinco grandes partidos por la entrada del partido Vox (fundado en 2013) en las Cortes con 24 escaños, e incluso podría considerarse una sexta gran formación, Esquerra Republicana de Catalunya (fundada en 1931), que consiguió 15 escaños, si bien su principal ámbito es el autonómico. El porcentaje de votos de los partidos tradicionales, debido principalmente al desplome del PP, supuso que éstos bajasen del 50% (hasta el 45,38%).
A pesar de esto, en el ámbito autonómico y local los partidos tradicionales siguen siendo los que mayor implantación poseen, manteniendo prácticamente intacto su poder territorial con más de 40.000 concejales en las elecciones municipales de 2019 y ganando prácticamente en todas las comunidades autónomas.
Las elecciones generales de noviembre de 2019, a pesar de los malos datos de abril, supusieron una ligera recuperación del bipartidismo, que pasó a tener 209 escaños; 20 más que siete meses antes. En las elecciones generales del 23 de julio de 2023, continuó esta tendencia pues ambos partidos tradicionales sumaron conjuntamente 258 escaños, 49 más que en 2019, acercándose a niveles de 2011.